# Horuji, Reșetîlivka
Horuji (în ucraineană Хоружі) este un sat în așezarea urbană Reșetîlivka din regiunea Poltava, Ucraina.

## Demografie
Componența lingvistică a localității Horuji
     Ucraineană (91,67%)
     Rusă (1,67%)
Conform recensământului din 2001, majoritatea populației localității Horuji era vorbitoare de ucraineană (91,67%), existând în minoritate și vorbitori de rusă (1,67%).